# Pierwomajskij (sielsowiet łobazowski)
Pierwomajskij (ros. Первомайский) – chutor w zachodniej Rosji, w sielsowiecie łobazowskim rejonu oktiabrskiego w obwodzie kurskim.

## Geografia
Miejscowość położona jest nad Worobżą (lewy dopływ Sejmu), 1 km od centrum administracyjnego sielsowietu (Żurawlino), 10 km na południe od centrum administracyjnego rejonu (Priamicyno), 22 km na południowy zachód od Kurska, 8,5 km od drogi magistralnej (federalnego znaczenia) M2 «Krym».
W chutorze znajduje się 28 posesji.
Klimat
Miejscowość, jak i cały rejon, znajduje się w strefie klimatu kontynentalnego z łagodnym ciepłym latem i równomiernie rozłożonymi opadami rocznymi (Dfb w klasyfikacji klimatów Köppena).

## Demografia
W 2010 r. chutor zamieszkiwało 38 osób.